# 塞の神まつり
塞の神まつり（さいのかみまつり）またはさいの神は、富山県や新潟県、福島県会津地方を中心に行われる小正月の年中行事、火祭り（左義長）。富山県下新川郡入善町の邑町のサイノカミ（むらまちのさいのかみ）や、福島県大沼郡三島町の三島のサイノカミは、国の重要無形民俗文化財に指定されている。

## 邑町のサイノカミ
入善町上野邑町（うわのむらまち）地区で、毎年1月15日（日曜日の場合）または15日に近い日曜日に行われる小正月の火祭り（左義長）で、無病息災、五穀豊穣などを祈願するもの。2000年（平成12年）までは1月15日に行なわれていた。
昔、村境にあった蔵堀の川に木偶（でく）人形が流れ着き、祟りを恐れた村人が木偶人形を焼き無病息災を願いこの地に塞の神を祀ったのが始まりといわれるほか、この地区でコレラが江戸時代に流行った際、川から流れ着いた木偶人形を燃やしたところコレラの流行が収まったことから毎年続けられてきたなど、起源については諸説ある。
祭り当日早朝より地区の小学生全員が集まり、前日神棚で清めた長さ9寸（約27.3cm）と8寸5分（約25.8cm）、幅、厚さ1寸角（約3.0cm）の神棚で清めたハンノキ2本が用意され、9寸の板には男神の、8寸5分の板には女神の顔を、顔の下にはそれぞれ男神、女神と墨で書き一対の木偶人形（デクノボー〔塞の神〕）とする。
その後木偶人形（デクノボー）を拍子木の様に首に掛けた6年生の親方（代表）を先頭に全員が、寒中の中地区の各家々を勧進して回る。その道中に大声で「塞の神じゃ、大神じゃ、じいじもばあばも、ほこほこじゃ、来年むけや、十三じゃ・・・」と唄いながら回り、それぞれの家の玄関前では全員が横に整列後親方が木偶人形を2回叩き、家人が出で来ると玄関内に入り「塞の神じゃ、大神じゃ、・・・」と大声で唄い木偶人形を両手でかざすと、家人は木偶人形（デクノボー）を拝み、子供達が手に持った木綿の袋に祝儀として米と豆を入れ、心付けとしてお菓子やみかんなども包んで渡す。また正月飾りや書初め、のちに行なう火祭りに使用する藁も渡す。なおこの際集めた米や豆は、煎米や餅豆にして火祭り後に地区の各家庭に配る。
なお、親方（代表）は祝儀や心付けが少ないと木偶人形（デクノボー）を家の中に投げ入れることができる。投げられた家は災難が舞い込むとされるため、充分な祝儀を渡さなければならない。また一年以内に不幸のあった家庭、子供はこの行事には参加しない。
子供達が各家々を回る間、火祭りと会場となる塞の神の石碑前では作り物が建てられる。大人達が約5mの竹を5、6本用意し底辺約2mの角錐を作り、そこへ縄を5段ほど掛け各家々から事前に集めた藁の束で覆い小屋を作る。また石碑側には1m四方の入り口を開けてある。子供達が戻ってくると集めてきた正月飾りや、書初め、藁、また米や豆などがこの小屋の中や外側にいっぱい積まれ、最後に子供達と共に家々を回った木偶人形（デクノボー〔塞の神〕）を藁に包み小屋の中に丁寧に安置し火がつけられる。炎が高く上がると、子供達が完全に燃え尽きるまで何度も繰り返し「塞の神じゃ、大神じゃ、・・・」と唄い、木偶人形が灰になると終了となる。
富山県内ではこの時期各地で左義長が行われるが、上野邑町地区では木偶人形（デクノボー）を用意し子供達が各家庭を回り、行事の多くを担い関わること、小屋のある作り物に集めた正月飾りなどと共に、木偶人形を焼いて厄払いを行なうことなど、他地区では見られないものであり、1991年（平成3年）2月1日に、富山県の無形民俗文化財に指定され、その後2010年（平成22年）3月12日には、「邑町のサイノカミ」として国の重要無形民俗文化財に指定された。また2006年（平成18年）には、「とやまの文化財百選（とやまの祭り百選部門）」に選定されている。

## 新潟県のサイノカミ
新潟県旧東頚城地方では、塞ノ神（小正月）での火祭りは「どんど焼き」と呼ばれる。火を入れる際、ほら貝を吹いて村内に知らせる。「どんど焼き」には正月飾りや前年のお守り、書初めなどをくべて燃やし、その火であぶった餅を食べるとご利益があるとされる。各家庭では、木の枝に団子や色せんべいその他お飾りをつるしたものを欄間に飾り、小正月を祝う。小正月にはかつて「鳥追い」の行事が行われた。子供たちが拍子木をたたき「鳥追い唄」を歌いながら村内を回る。『おら裏のわせだの稲を　何鳥が食った　すずめどりが食った　すずめこわどり　たちゃがれ　うーはらほーい』など。村ごとに歌詞が異なる。過疎化と少子化の影響により「鳥追い」は現在行われていない。